# Theridion poecilum
Theridion poecilum là một loài nhện trong họ Theridiidae.
Loài này thuộc chi Theridion. Theridion poecilum được Chuandian Zhu miêu tả năm 1998.